# Perovec
Perovec – wieś w Słowenii, w gminie Slovenske Konjice. W 2018 roku liczyła 37 mieszkańców.